# لويلا توملينسون
لويلا توملينسون (بالإنجليزية: Louella Tomlinson)‏ مواليد 8 أبريل 1988 في ملبورن، هي لاعبة كرة سلة أسترالية. بدأت مسيرتها الاحترافية في سنة 2004. تلعب مع ملبورن بومرز كلاعب وسط. حققت المركز الثالث في الألعاب الجامعية الصيفية 2009.

## الميداليات
| الميدالية | المسابقة                      |
| --------- | ----------------------------- |
| برونزية   | الألعاب الجامعية الصيفية 2009 |
| برونزية   | الألعاب الجامعية الصيفية 2011 |

## روابط خارجية
- لويلا توملينسون على موقع الاتحاد الدولي لكرة السلة (الإنجليزية)
- لويلا توملينسون على موقع كرة السلة الأوروبية.كوم (الإنجليزية)
- لويلا توملينسون على موقع كلية كرة السلة في سبورتس رفرنس.كوم (الإنجليزية)